# Église Saint-Vincent-de-Paul de Sotteville-lès-Rouen
L'église Saint-Vincent-de-Paul est une église catholique située dans la commune de Sotteville-lès-Rouen, en France.

## Localisation
L'église est située à Sotteville-lès-Rouen, commune du département français de la Seine-Maritime, 385 rue Victor-Hugo.

## Historique
L'édifice, destiné à faire face à la croissance de la population et à remplacer une autre église en bois, est daté de 1929 et est dû à Raoul Lagnel.
L'édifice est inscrit au titre des monuments historiques le 22 avril 2004.

## Description
L'édifice est en béton mais classique dans sa composition.
Le terrain a rendu impossible le plan cruciforme et le transept.
L'église possède un décor de mosaïques.